# NGC 1512
| Galáxia espiral NGC 1512 |                                                                         |
|                          |                                                                         |
| Dados do catálogo:       |                                                                         |
| Classificação do objeto: | SB(r:)b                                                                 |
| Brilho superficial       | 14,3                                                                    |
| Massa (Sol=1)            | ----                                                                    |
| Outras denominações:     | MCG-07-09-007, ESO 250-G004, h 2607, GC 808, AM0402-433, PGC 14391, etc |

NGC 1512 é uma galáxia espiral localizada a cerca de trinta milhões de anos-luz (aproximadamente 9,197 megaparsecs) de distância na direção da constelação do relógio. Possui uma magnitude aparente de 10,3, uma declinação de -43º 20' 57" e uma ascensão reta de 04 horas, 03 minutos e 54,2 segundos.